# Gai Claudi (seguidor de Brut)
Gai Claudi (en llatí Caius Claudius) va ser un militar romà. Probablement formava part de la branca plebea de la gens Clàudia.
Va ser un seguidor de Marc Juni Brut per ordre del qual va matar Gai Antoni el Jove a la seva presó l'any 42 aC. Després Brut li va encarregar el comandament d'un esquadró a l'illa de Rodes, i a la mort de Brut es va unir a Cassi.